# Jean Séguy (Romanist)
Jean Séguy (* 1914; † 1973) war ein französischer Linguist, Romanist, Okzitanist, Gaskognist und Dialektologe. 

## Leben und Werk
Séguy habilitierte sich 1948 in Toulouse mit den beiden Thèses Les Noms populaires des plantes dans les Pyrénées centrales (Barcelona 1953) und Le français parlé à Toulouse (Toulouse 1950, 1978) und übernahm von Henri Gavel den Lehrstuhl für Romanische Philologie, den er in Romanische Sprachwissenschaft und Philologie umbenannte. Zusammen mit seinen Schülern Xavier Ravier (* 1930) und Jacques Allières (1929–2000) arbeitete Séguy bis zu seinem Tod am Atlas linguistique et ethnographique de la Gascogne (6 Bde., Paris 1954–1973) und entwickelte eine Theorie der Dialektometrie.

## Weitere Werke
- (Hrsg. mit Xavier Ravier) Poèmes chantés des Pyrénées gasconnes, Paris 1978